# الگوی متد کارخانه شیء

متد کارخانه در زبان مدل‌سازی یکپارچه (UML)

الگوی روش کارخانه ای یکی از الگوهای طراحی برنامه‌نویسی شئ‌گرا برای پیاده‌سازی مفهوم کارخانه‌ها است. مانند سایر الگوهای سازندگی، کارخانهٔ شیء با مشکل ایجاد اشیاء (محصولات) بدون مشخص‌کردن کلاس اشیاء خاصی‌است که قرار است ساخته شوند. اساس الگوی متد کارخانه «تعریف یک رابط برای ایجاد اشیاء که اجازه می‌دهد اشیایی که آن رابط را پیاده‌سازی می‌کنند در رابطه با اینکه کدام کلاس باید ایجاد شود تصمیم بگیرند. متد الگوی کارخانه اجازه می‌دهد که یک کلاس تصمیم در رابطه با ایجاد اشیاء را به زیرکلاس‌ها واگذار نماید.» است.
اساساً کاربرد الگوی کارخانه برای شرایطی است که چندین کلاس با ریشه مشترک داریم (یعنی چندین کلاس یک کلاس فوقانی را پیاده‌سازی می‌کنند) و غالب استفاده نیز با شی سازی (نمونه سازی) از کلاس فوقانی صورت میگیرد .

## PHP
در مثال پایین دو کلاس (MySqlTable - OracleTable) برای ارتباط با پایگاه داده ایجاد کردیم که از اینترفیس DbTable استفاده میکنند. اما زمانی که قرار است از این دو کلاس استفاده کنیم وظیفه TableFactory است که کلاس مورد نظر را بر اساس تنظیماتی که در Factory قرار داده ایم آماده نماید. ممکن است در کلاس Factory بخواهیم از متدهای دیگری نیز استفاده نماییم که در تمام کلاس‌ها از نوع DbTable قابل استفاده باشد. مانند تنظیمات پایگاه داده و ارسال آن به کلاس مربوط در هنگام ایجاد کلاس و ... .
```
interface
 
DbTable

{

    
public
 
function
 
create
(
$array
);

}

class
 
MySqlTable
 
implements
 
DbTable

{

    
public
 
function
 
create
(
$array
)

    
{

        
// add a record to table 1 on mysql database

    
}

}

class
 
OracleTable
 
implements
 
DbTable

{

    
public
 
function
 
create
(
$array
)

    
{

        
// add a record to table 2 on oracle database

    
}

}

class
 
TableFactory

{

    
private
 
$dbTypeConfig
 
=
 
'mysql'
;

    
public
 
function
 
createTable
()

    
{

        
if
 
(
$this
->
dbTypeConfig
 
==
 
'mysql'
)
 
{

            
return
 
new
 
MySqlTable
();

        
}
 
elseif
 
(
$this
->
dbTypeConfig
 
==
 
'oracle'
)
 
{

            
return
 
new
 
OracleTable
();

        
}

        
return
 
null
;

    
}

}

$factory
 
=
 
new
 
TableFactory
();

$table
 
=
 
$factory
->
createTable
();

$table
->
create
(
array
(
1
));

```